# Hugo I Burgundzki
Hugo I de Bourgogne (ur. ok. 1057  – zm. 29 sierpnia 1093, Cluny) – książę Burgundii w latach 1076–1079. Był najstarszym synem Henryka Burgundzkiego i jego żony Sybilli.
Był jeszcze dzieckiem, kiedy zmarł jego ojciec, a jego dziadek mianował go swoim następcą. W 1075 ożenił się z Sybillą de Nevers (1058–1078), córką Wilhelma I, hrabiego Nevers, ale nie miał z nią dzieci. Razem z królem Aragonii - Sancho Ramírezem walczył z Maurami. Po śmierci żony abdykował na rzecz swojego młodszego brata Eudesa I i wstąpił do zakonu. Został przeorem opactwa w Cluny.